# ロボつく
空想科学バラエティ ロボつくは、2008年10月3日から2009年9月20日までテレビ東京系で放映されていた子供向け教養バラエティ番組。清水建設の一社提供。

## 概要
お笑いコンビ「アンジャッシュ」の司会進行と伊藤友里のアシストで専門家を招き、研究員（子供たち）がロボットについて学ぶ。
番組開始から2009年3月27日までは金曜日17:30 - 18:00、2009年4月5日から最終回までは日曜日9:00 - 9:30に放送されていた。テレビ東京の公式ホームページでは｢教養・ドキュメント番組｣に分類されている。ハイビジョン制作（アナログ放送はレターボックスで放送）。字幕放送。

## ストーリー
街外れにある廃墟と化した研究所に迷い込んだ子供達が、作りかけのロボットを完成させるためロボつく研究所を設立、ロボットについて学びながらロボット完成に導く。

## 出演者
- 渡部建 （アンジャッシュ）

ロボつく研究所所長。
- 児嶋一哉 （アンジャッシュ）

ロボつく研究所所員。渡部所長の初代助手。

### 第一期
- 一之瀬まゆ

ロボット好きアイドルの「ロボドル」。研究員と共にロボットについて学ぶ。
- ロボつく研究員（学年は2008年10月当時）
  - 和田智成（中3）
  - 竹石光（中3）
  - 大久保里香（中2）
  - 高橋斗亜（小5）
  - 佐藤里佳（小6）
  - 関優天（中3）

### 第二期
- 伊藤友里

ロボつく研究所二代目助手。
- ロボつく研究員（学年は2009年4月現在）
  - 宮川響（中1）　
  - 吉川梨澄（小6）　
  - 多田奈津美（小5）　
  - 佐藤里佳（中1）　
  - 高橋斗亜（小6）

- 専門家(ゲスト)
  - 千葉工業大学 未来ロボット技術研究センター所長 古田貴之(第1回・第2回)
  - 産業技術総合研究所 比留川博久(第3回・第4回)
  - 東京工業大学 広瀬茂男(第5回・第6回)
  - 本田技術研究所 広瀬真人(第7回)

### ナレーション
- 山本容子（rain book）
- 深貝大輔

## コーナー
ロボドルNEWS
第2回から放送。一之瀬の『ロボドル』としての活動を紹介する。2009年3月27日終了。

## CM
清水建設の長編CMが番組の前後半の合間に放映される。番組内容と直接の関連性はなく、環境をテーマに毎週異なった内容を放映している。